# Murska Sobota
Murska Sobota (maďarsky Muraszombat, německy Olsnitz, zámuřsky Mürska Sobouta) je město ve stejnojmenné městské občině na východě Slovinska, nedaleko hranic s Maďarskem, 

## Geografie
Město leží v historickém regionu Zámuří, nyní statistický Pomurský region. Střední nadmořská výška města je 190 m. V roce 2020 zde žilo 11 107,  město se vylidňuje a kleslo přibližně na dvanácté místo ve Slovinsku. Murska Sobota se rozkládá na rovinatém levém břehu řeky Mury, přímo jím protéká říčka Ledava.

### Administrativní členění
Město sestává z pěti místních částí: 
- Centrum
- Ledava
- Park
- Partizan
- Turopolje

## Název
Podobně jako další města a vsi na území bývalého Rakouska a Uher (např. Úterý, Sobotka, Subotica, Plavecký Štvrtok) i zde sobota v názvu města odkazuje na den, na který byl ustanoven týdenní trh. Přídomek Murska charkterizuje situaci při řece Mura, aby se město odlišovalo od dalších sídel v bývalých Uhrách, kde se rovněž konaly trhy v předposlední den týdne.
Město je poprvé zmíněno jako Murazombatha v listině ze 16. července 1348 v maďarském jazyce, kdy bylo tržní vsí. V tento den obec slaví obecní svátek. Městská práva udělil Murské Sobotě císař Ferdinand II. V tomto dokumentu, který je německy psaný, se místo nazývá Olchincz. 

## Historie

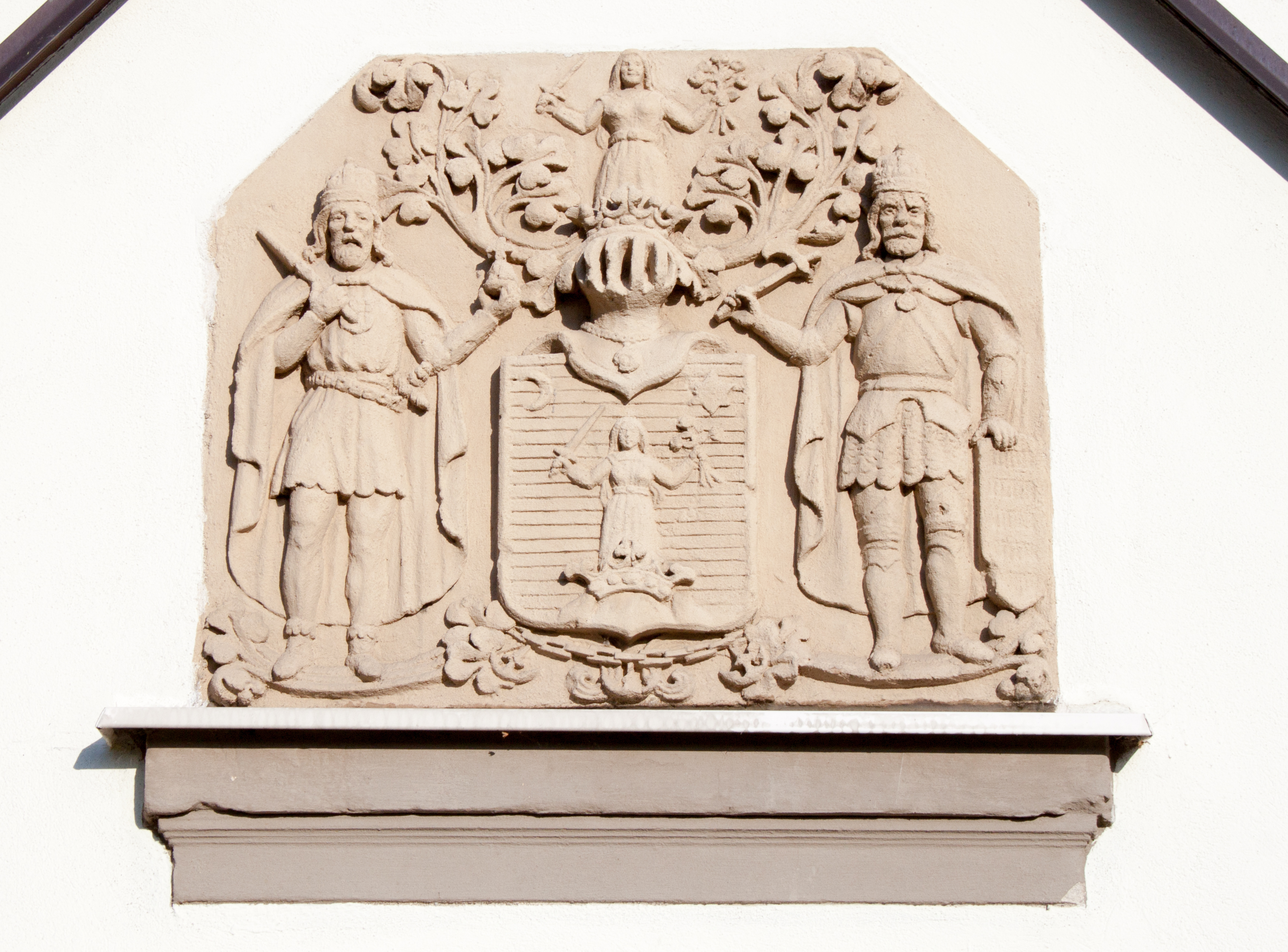
Erb rodiny Szápary na panské kapli kostela sv. Mikuláše

Oblast Murské Soboty byla osídlena od pravěku. V blízkosti města bylo nalezeno pohřebiště z doby 3500 let př. n. l. Jiné archeologické průzkumy odhalily pozůstatky hrobů z doby Římské říše a v blízkosti Murské Soboty rovněž existovala z přelomu 2. a 3. století našeho letopočtu také římská víla.
Oblast byla osídlena Slovany v raném středověku, po vpádu Maďarů v 11. století byla připojena k Uherskému království. 
První písemná zmínka z roku 1297 připomíná kostel v obci s názvem Belmura. Městská práva získalo roku 1479. Středověké město se začalo rozvíjet intenzivně s nástupem manufakturní a průmyslové výroby. V závěru 19. století byly postaveny nové veřejné budovy: banka, spořitelna, knihovna, tiskárna, nemocnice, měšťanské domy a další. 
Boje první i druhé světové války značně zasáhly Murskou Sobotu pro její strategickou příhraniční polohu. 

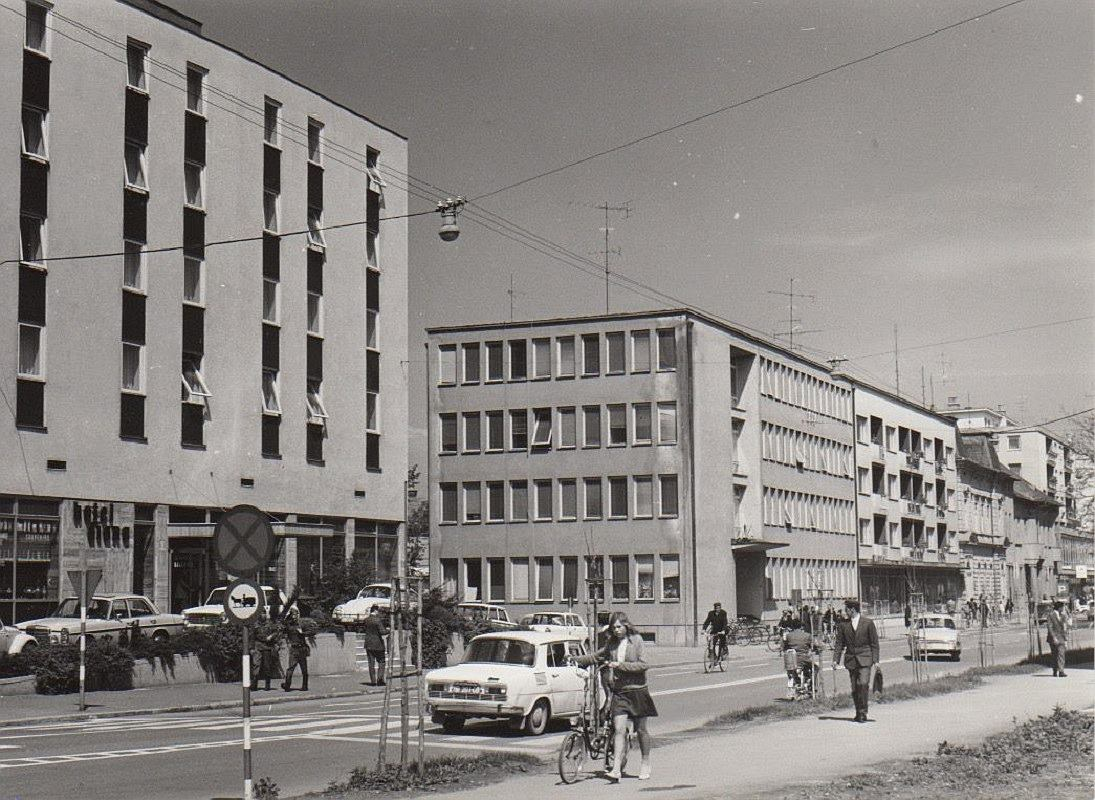
Murska Sobota na přelomu 60. a 70. let 20. století.

Až do konce první světové války bylo město součástí Uher (v rámci něj potom župy Vas), poté připadlo Království Srbů, Chorvatů a Slovinců, v rámci něhož bylo nejsevernějším městem. I když zde došlo ke změně hranic, bylo obyvatelstvo smíšené a do značné části stále maďarské. Za druhé světové války nacisté obsadili město v roce 1941 a vypálili synagogu (zbořená byla však teprve v roce 1954).  Murská Sobota připadla opět Maďarsku, stejně jako celé Zámuří. Do roku 1944 byla zcela zlikvidována místní židovská komunita transporty do koncentračních táborů. Při osvobozeneckých bojích v dubnu až květnu 1945 se jugoslávští partyzáni spojili s Rudou armádou. 
Po roce 1945 bylo město vráceno Jugoslávii. Několika desítkám válečných obětí byl vybudován památník z karrarského mramoru. V souvislosti s rozvojem průmyslu a po stržení válkou zdemolovaných domů byla v Murské Sobotě postavena panelová sídliště i v centru města. Vzniklo nové Kulturní náměstí slovinsky Trg kulture) několika novými kulturními institucemi, např. regionální knihovna nebo galerie.
Od roku 1991 je město součástí nezávislého Slovinska.

## Památky

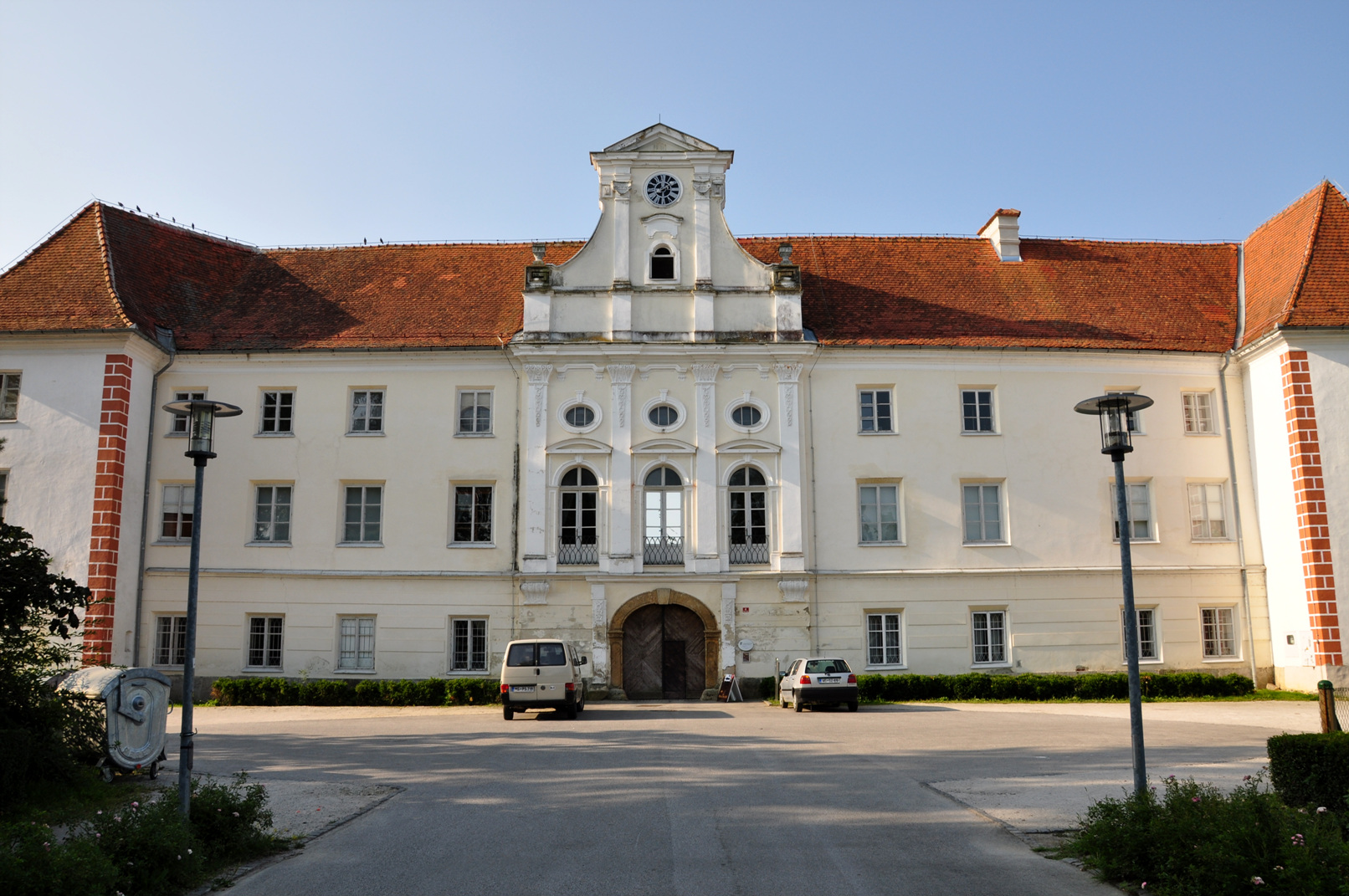
Barokní průčelí zámku

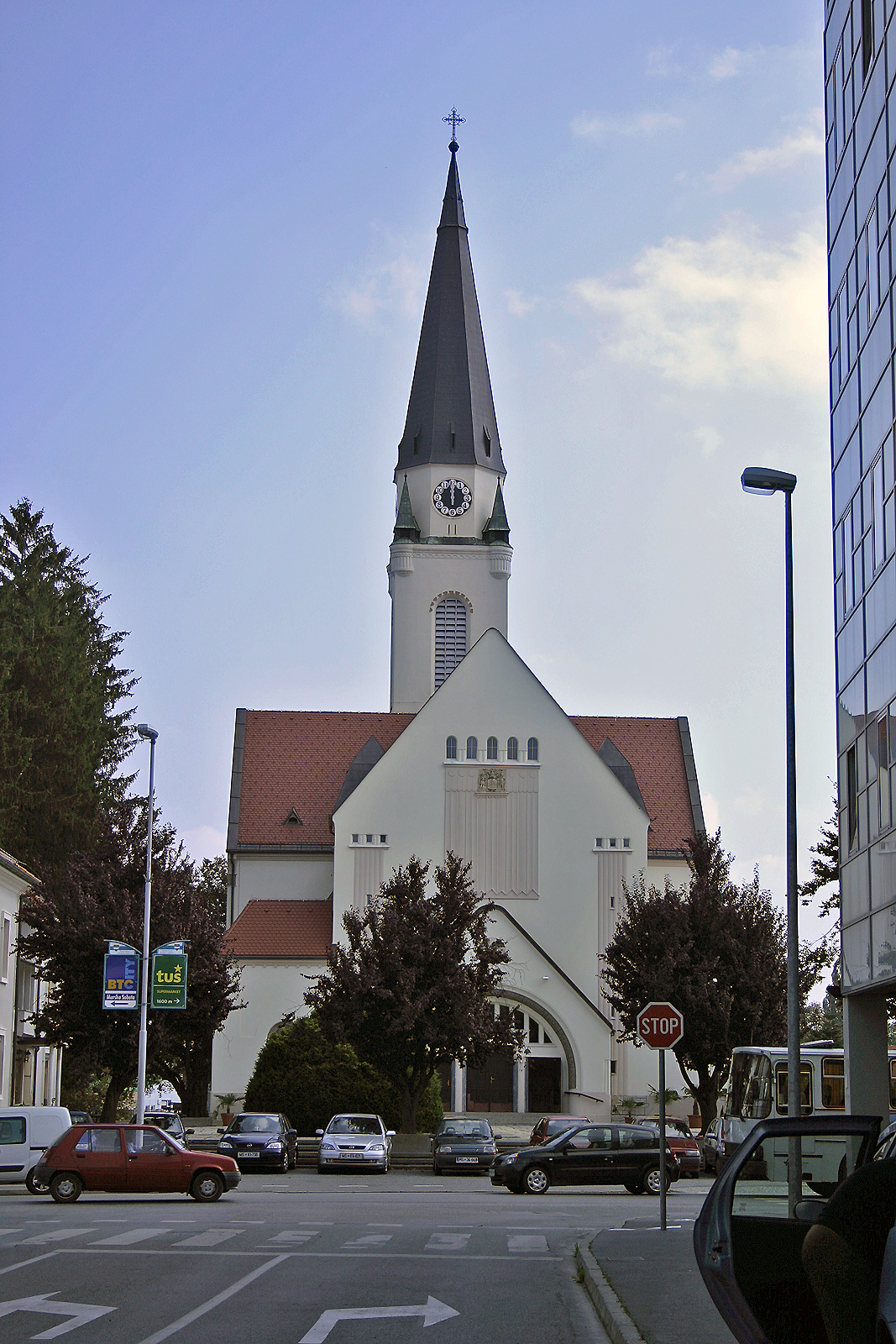
Kostel sv. Mikuláše

- Zámek v Murské Sobotě - poprvé zmíněn jako hrad panství Bel Mura v roce 1255. Ve druhé polovině 16. století  Széchenyiové na jeho základech postavili čtyřtraktový dvoupatrový renesanční zámek typu kastel s hranolovými nárožními věžemi, dále zde žili rodiny Rakičanů a Batthyány. V roce 1687 zámek koupil Peter Szapáry a jeho rodina jej dala přestavět na barokní (vstupní průčelí je z 1. poloviony 18. století). Od potomků rodiny zámek v roce 1934 koupilo město Murska Sobota.  V bývalé hradní kapli jsou kopie gotických středověkých fresek z kostelů tohoto regionu. Velký salón zámku má pozdně barokní iluzivní fresky, na klenbě s Alegorií války a míru z poslední čtvrtiny 18. století, připisované Johannu Pöklovi. Od roku 1955 zde sídlí regionální muzeum (slovinsky Pokrajinski muzej).

- Zámecký park o ploše 9,5 hektaru obklopuje zámek, prochází jím Trubarova třída s alejí soch: Drago Tršar: socha Primože Trubara, Feri Novak: Pomník padlým učitelům a spisovatelům z Prekmurje, 19 stél (tzv. litopunktury) od sochaře Marka Pogačnika.

- Kostel svatého Mikuláše byl založen při kolonizaci kolem poloviny 13. století ve středu města při náměstí. První písemná zmínka pochází z roku 1297, z té doby se dochovaly raně gotické základy, pětiboký presbytář s žebrovou klenbou a svorníkem, se zbytky nástěnných maleb od Gemerského mistra, a spodní patra věže. Bazilika s příčnou lodí byla přestavována kolem roku 1370 a v 15. století; věž o výšce 60 metrů je dominantou starého města. Radikální novogotickou přestavbu projektoval architekt Ladislava Takáč (László Takács) v letech 1880-1916. Na hlavním oltáři byl obraz sv. Mikuláše, jak obdarovává tři chudé panny zlatými koulemi, dílo Matthise Schiffrera z rok 1797 (nyní v muzeu). Kromě dvou barokních soch andělů se svícemi je ostatní zařízení novogotické, má hodnotné dřevořezby na oltářích. Na jižní straně je kaple s hrobkou patrona kostela, hraběte Sobo a erbovní deska Szápáryů, na severní straně oratoř hraběte z Rakiči s křtitelnicí. Kostel je římskokatolický a je sídlem diecéze.

- Evangelický (luteránský) kostel - tribunová stavba z let 1907-1910 s novogotickými a secesními prvky dekorace. V rozetě nad vchodem má vitráž s podobiznou Martina Luthera. Na hlavním oltáři je secesní obraz Piety.

## Sport a rekreace
- Každoročně se zde na jaře a na podzim koná mezinárodní tenisový turnaj ITF.
- Jižně od Murské Soboty se nachází koupaliště Soboška Kamenščica) v lokalitě zatopeného kamenolomu.

## Zdravotnictví
Murská Sobota nemá vlastní nemocnici, ta je umístěna v nedaleké obci Rakičan. 

## Doprava
Jižně od města vede dálnice A5 z Mariboru do Lendavy a dále do Maďarska. Z města Ljutomer vede do Murské Soboty také železniční trať místního významu.

## Známé osobnosti
- Miško Baranja (1920–1993), hudebník
- Jožef Bagari (1840–1919), spisovatel
- Mihael Barla (1778–1824), evangelický duchovní a překladatel

## Partnerská města
- Turnov, Česko
- Ingolstadt, Bavorsko (SRN)
- Podstrana, Chorvatsko
- Kermendin, Maďarsko
- Bethlehem, Pensylvánie
- Paračin, Srbsko

## Galerie

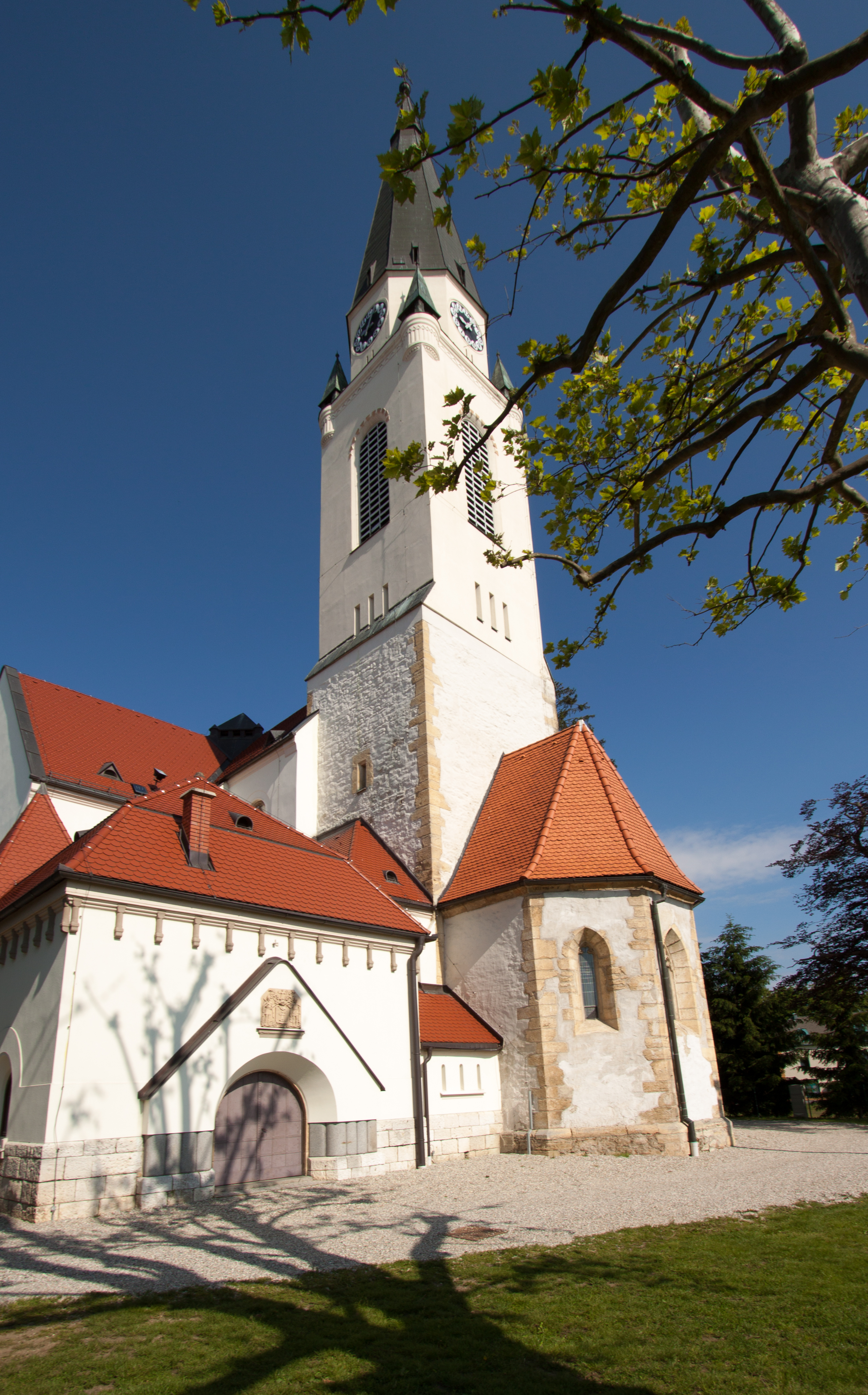
Závěr kostela sv. Mikuláše a kaple s hrobkou
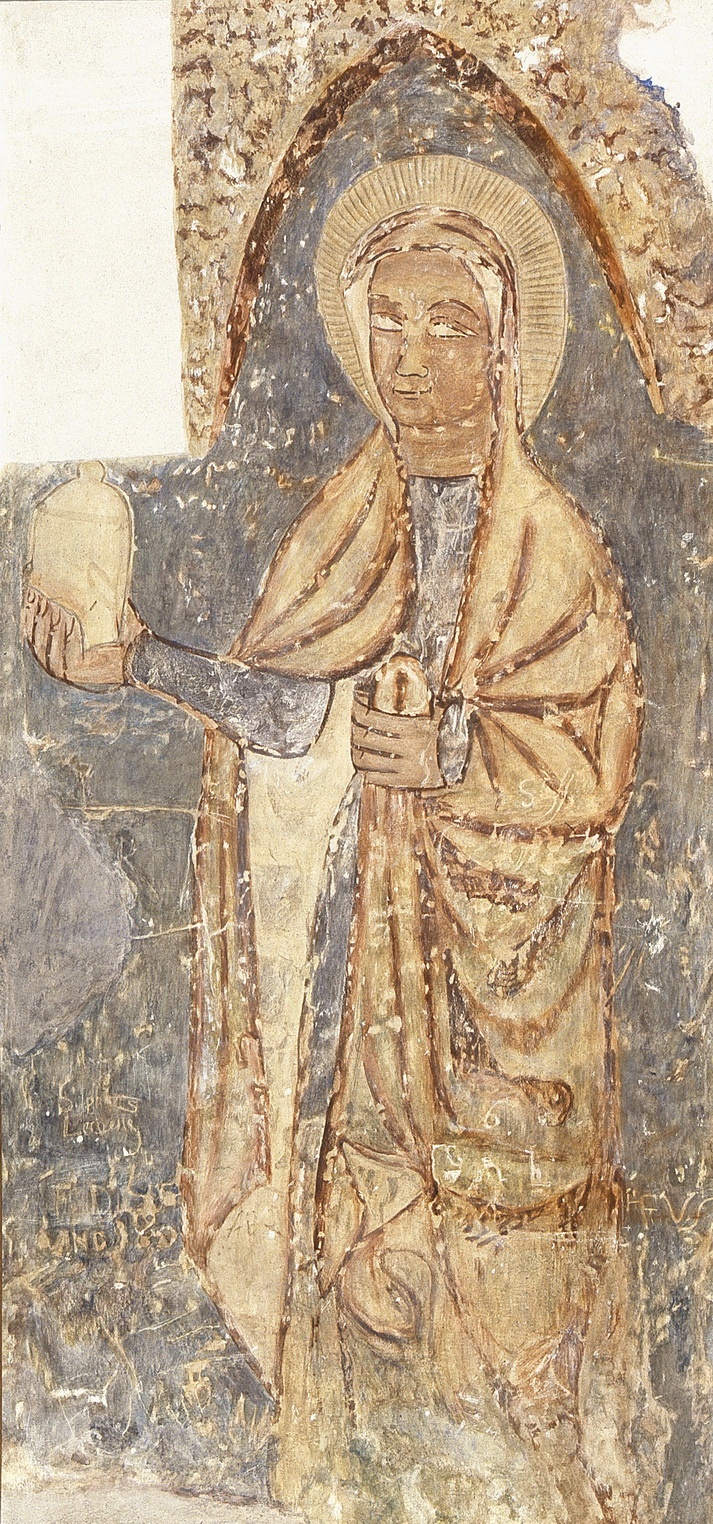
Freska sv. Magdalény v presbytáři
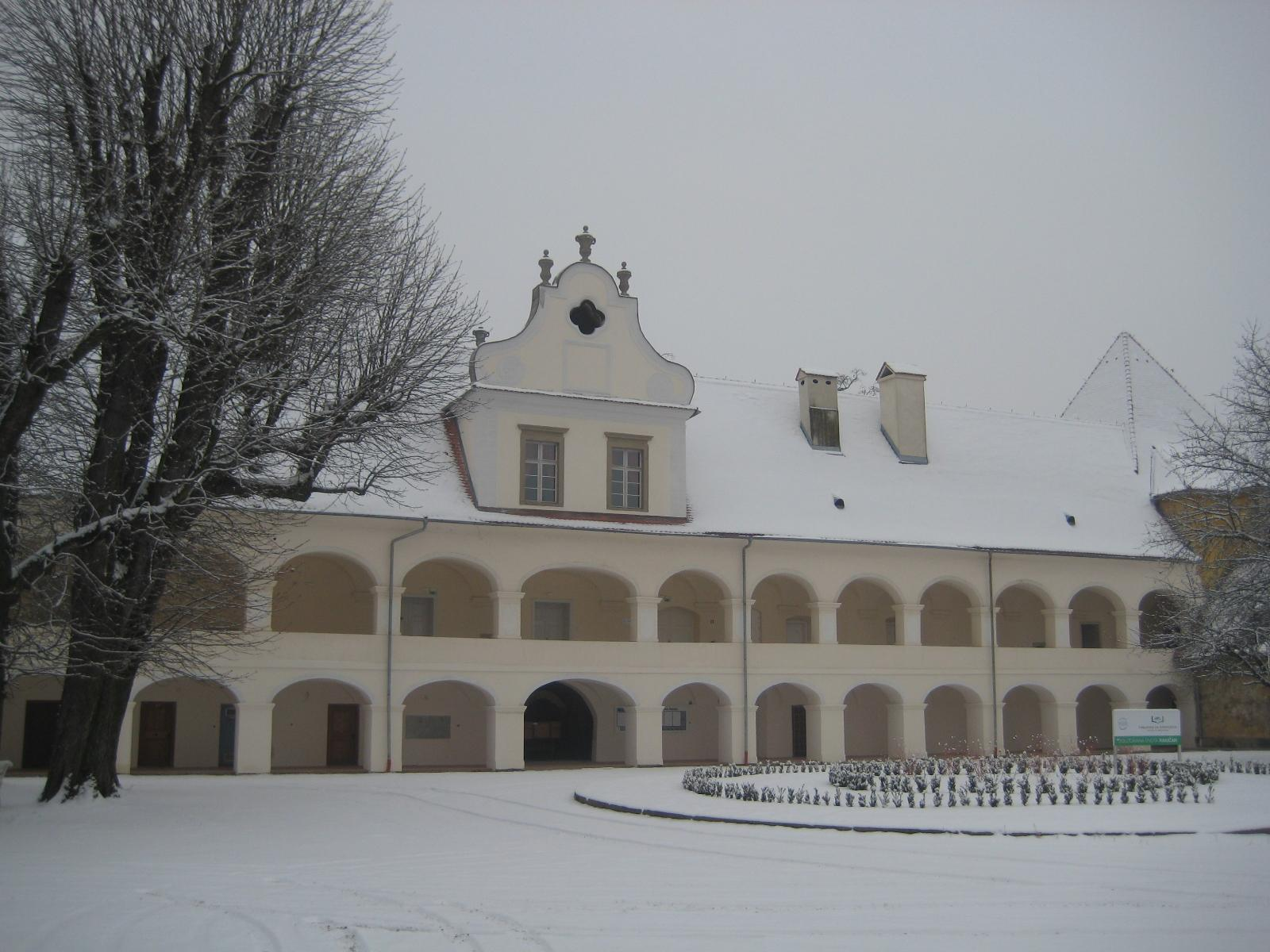
Renesanční křídlo zámku Rakičanů
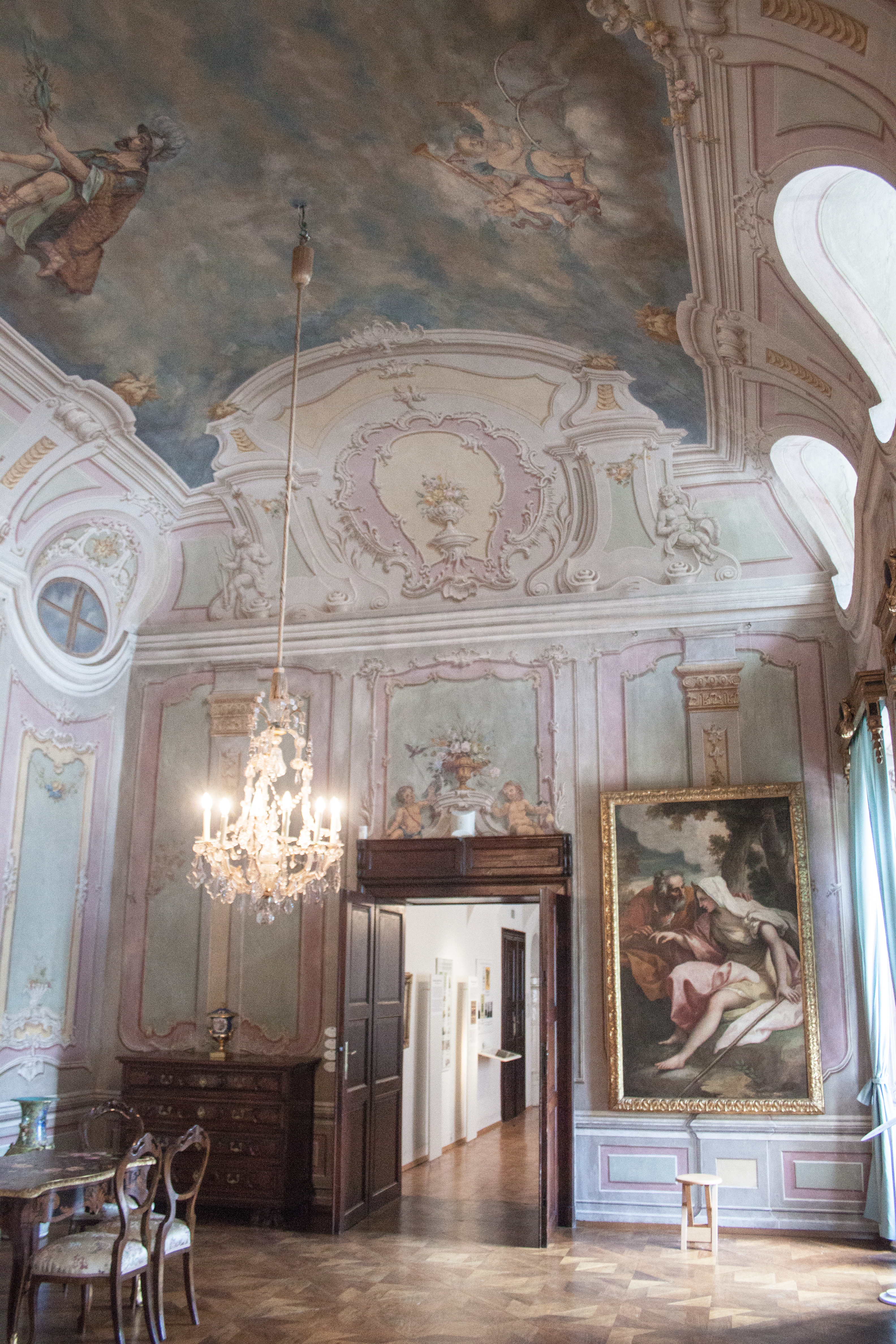
Velký salón zámku
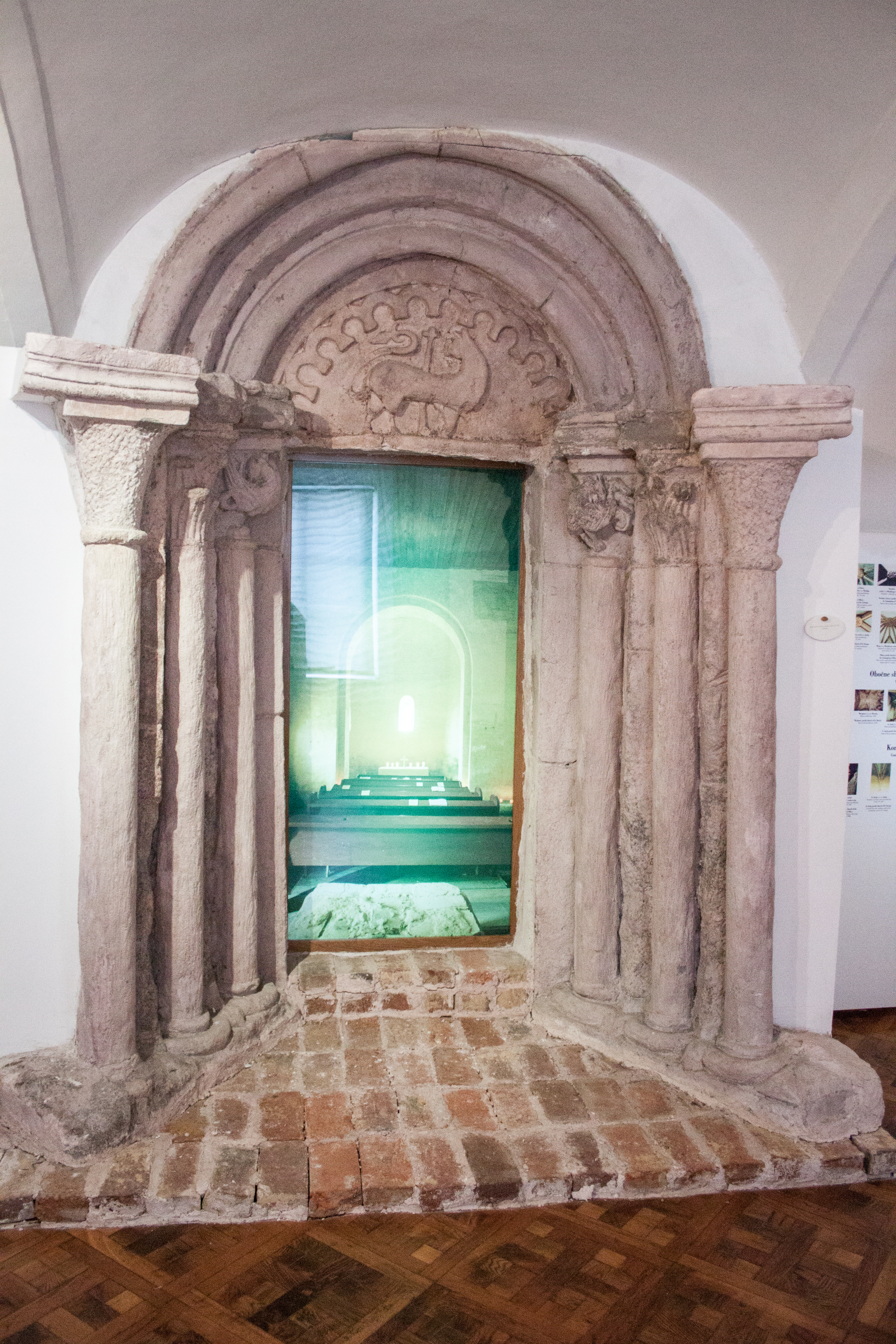
Románský chrámový portál v muzeu
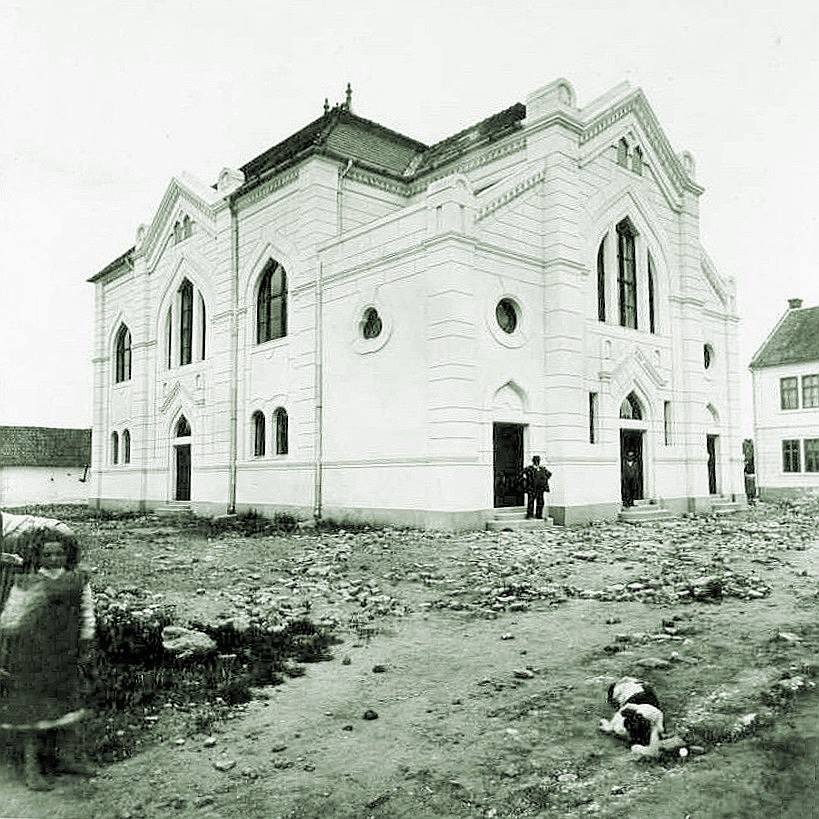
Synagoga zbořená roku 1954